# Éloge du carburateur
Éloge du carburateur : Essai sur le sens et la valeur du travail est un essai écrit par Matthew Crawford, un universitaire américain actuellement chercheur à l'Université de Virginie pour l’institut des études avancées de la culture. En parallèle à cette activité, il répare des vieilles motos à Richmond en Virginie.

## Résumé
Pour lui, le travail intellectuel, valorisé par l’entrée de l’humanité dans l’économie du savoir, se révèle pauvre et déresponsabilisant pour les individus. L'absence de repères dans le monde matériel condamne les individus à être de plus en plus dépendants de la société de consommation : « Ce que les gens ordinaires fabriquaient hier, aujourd'hui, ils l'achètent ; et ce qu'ils réparaient eux-mêmes, ils le remplacent intégralement. » De ce constat, il tire son éthique de l'entretien en faveur du renouveau du savoir-faire manuel.
Le travail artisanal, l'apprentissage d'un instrument de musique ou d'une langue étrangère, la pratique du surf par exemple nous contraignent par la concentration que ces activités imposent, par leurs règles internes. La confrontation aux obstacles et aux frustrations du réel nous rappelle que nous sommes des êtres situés, constitués par notre environnement, et que c'est précisément ce qui nous nous permet d'agir et de nous épanouir. Pour lui, les travaux manuels structurent notre attention et nous obligent à sortir de nous. Les travaux de réparation qu’il exécute en tant que mécanicien illustrent nombre de ses propos.
Le livre est à la fois un récit, une réflexion philosophique, une étude sociologique, une critique culturelle ou encore un pamphlet contre l’économie du savoir. L'ouvrage se saisit des vertus philosophiques du travail à travers les notions de sens et responsabilité mais aussi l’indépendance. L'auteur souligne les bénéfices psychiques du travail manuel grâce aux exigences cognitives. Pour lui, l'avenir du travail serait peut-être un retour vers le passé. Effectivement, la dégradation du travail ouvrier puis celle du travail de bureau ne permettent l'épanouissement personnel. À l'inverse, l'homme de métier est un philosophe stoïque dont le travail s'appuie sur une vision d'ensemble de sa communauté. Cela lui permet d'émettre des jugements sur la personnalité de ses semblables. Ce serait ce type d'attention évaluatrice qui nous connecte à notre travail en tant qu'êtres humains authentiques. On peut considérer ce travail comme issu de l'humanisme, appuyé par des références telles que Kojève, Hannah Arendt, Heidegger, Platon, Marx.

## Organisation du livre
L'épanouissement passe par la confrontation avec le réel et l'indépendance progressivement acquise plutôt qu'une liberté achetée. L'attention est préférable à la créativité, et les réalisations ainsi que les potentialités jouent un rôle crucial. Cependant, la division du travail entraîne une aliénation, et il y a une absurdité inhérente des organisations. L'hypocrisie du travail créatif est souvent évidente, tout comme le conflit entre la connaissance tacite et les processus rationalisés. L'effacement de soi est vu comme la vertu professionnelle suprême, rendant le management quasiment impossible.

## Critiques notables
Le magazine L'Express cite le livre de Matthew Crawford comme un « plaidoyer en faveur d'une valeur boudée dans les sociétés ne rêvant que de CSP ++ : le savoir-faire manuel ». Le livre est un « exercice au croisement de l'essai de sociophilosophie et du récit d'apprentissage, de magnifiques passages sur l'esthétique de l'écrou Nylock de 10,9, la loi d'Ohm, l'art de la facture ». En définitive : « On n'en saluera que davantage ce petit traité de pensée vrombissante ».
Le journal L'Humanité remarque que « Mêlant récit autobiographique, réflexions philosophiques et considérations sociologiques, Crawford attaque l’un des présupposés les plus solides des sociétés capitalistes occidentales : l’idée selon laquelle le « travail productif » serait décérébrant et dévalorisant pour celui qui s’y adonne. »